# Tzitzimimeh

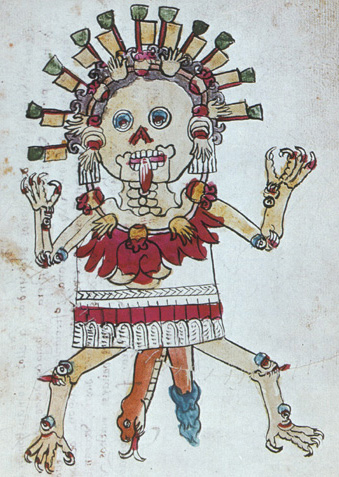
Representación de una tzitzímitl en el Códice Magliabechiano.

Las tzitzimimeh (del náhuatl: tsitsimimeh ‘personas de mal genio’‘tsitsimitl deriva de sisinia, estar enojado’), en singular tzitzímitl (del náhuatl: tsitsimitl), son un tipo de monstruosas deidades celestiales pertenecientes a la mitología mexica. En la época virreinal solían ser llamadas "demonios" o "diablos", pero esto no refleja necesariamente su función en las creencias mexicas. Se relacionan con el Sisimite de la mitología hondureña.
Se les considera también estrellas femeninas que intentan impedir que el Sol nazca atacándolo al amanecer y anochecer, pero sobre todo durante los eclipses. El quinto sol, Nahui Olin (Cuarto Movimiento), está destinado a desaparecer por la fuerza de un movimiento o temblor de la tierra, momento en el que aparecerán los monstruos del oeste tzizimimeh, con apariencia de esqueletos, y devorarán a todos los hombres.
En la mitología nahua de la Huasteca, las tzitzimimeh habitan una de las capas del Mictlan, el Tzitzimitlah, donde se encuentran las entidades que causan sustos. Tenantzitzímitl, madre de Tlacatecólotl y Ehécatl, fue nombrada la jefa de las tzitzimimeh por estas mismas criaturas. Al morir fue enterrada en el Cipactlah, y se dice que del cadáver de Tenantzitzímitl surgieron las plantas venenosas y los animales que hacen daño.

## Origen
Quetzalcóatl, junto con Xólotl, creó a la humanidad actual, dando vida a los huesos de los viejos muertos con su propia sangre. El Sol presente se sitúa en el centro, quinto punto cardinal y se atribuye a Huehuetéotl, dios anciano del fuego, porque el fuego del hogar se encuentra en el centro de la casa. En una de las otras versiones se dice que los dioses no querían hacer más intento de hombres escondiendo los huesos en Mictlan, pero Quetzalcóatl bajó por ellos y creó de nuevo a los hombres.
Realmente sobre la Leyenda del Quinto Sol se pueden apreciar varias versiones, algunas traducidas de códices escritos y otras modificadas de esos códices, una versión más este mito es de los mexicas y mayas y fue recogida por Bernardino de Sahagún. Hay muchas versiones muy interesantes, unas más aceptadas que otras. Sin embargo, está presente en otras mitologías registradas por los misioneros de Indias, venidos a América en los primeros años del siglo XVI.
Para los mexicas y mayas, el Quinto Sol fue creado en la antigua ciudad de Teotihuacán. Otra versión muy conocida de este mito es la que se encuentra en el Popol Vuh, un libro quiché donde se narra, además de la creación del mundo, la epopeya de los hermanos gemelos Hunahpú e Ixbalanqué.
De ellas se creía que vendrían para vivir tras el fin del mundo, así como que colgaban por la noche sobre los cruces de caminos esperando a algún humano. La más importante es Itzpapálotl. Otra de ellas fue la abuela de Mayáhuel que participó en el mito de la creación del Maguey.